# 4785 Petrov
4785 Petrov este un asteroid din centura principală, descoperit pe 17 decembrie 1984 de Liudmila Karacikina.